# Белолобый амазон
Белолобый амазон (лат. Amazona albifrons) — птица семейства попугаевых.

## Внешний вид
Относится к сравнительно небольшим попугаям, длина тела не превышает 26 см; вес — 380 г. Основная окраска оперения зелёная. Лоб и узкая область вокруг глаз белые. Полоска вокруг глаз, образующая подобие оправы очков — красная. Красная полоса находится также на крыльях — от сгиба до первостепенных маховых. Маховые перья и полоска на темени синие. Нижняя часть брюха и подхвостье имеют желтоватый оттенок. Клюв жёлтый. Радужка жёлтая у самцов и красно-коричневая у самок. У самок в оперении крыла отсутствует красный цвет.

## Распространение
Обитают в Центральной Америке — от северо-западной части Мексики до Коста-Рики.

## Образ жизни
Населяет влажные тропические леса и саванны с высокими деревьями. Встречаются даже на высоте 1850 метров над уровнем моря.

## Размножение

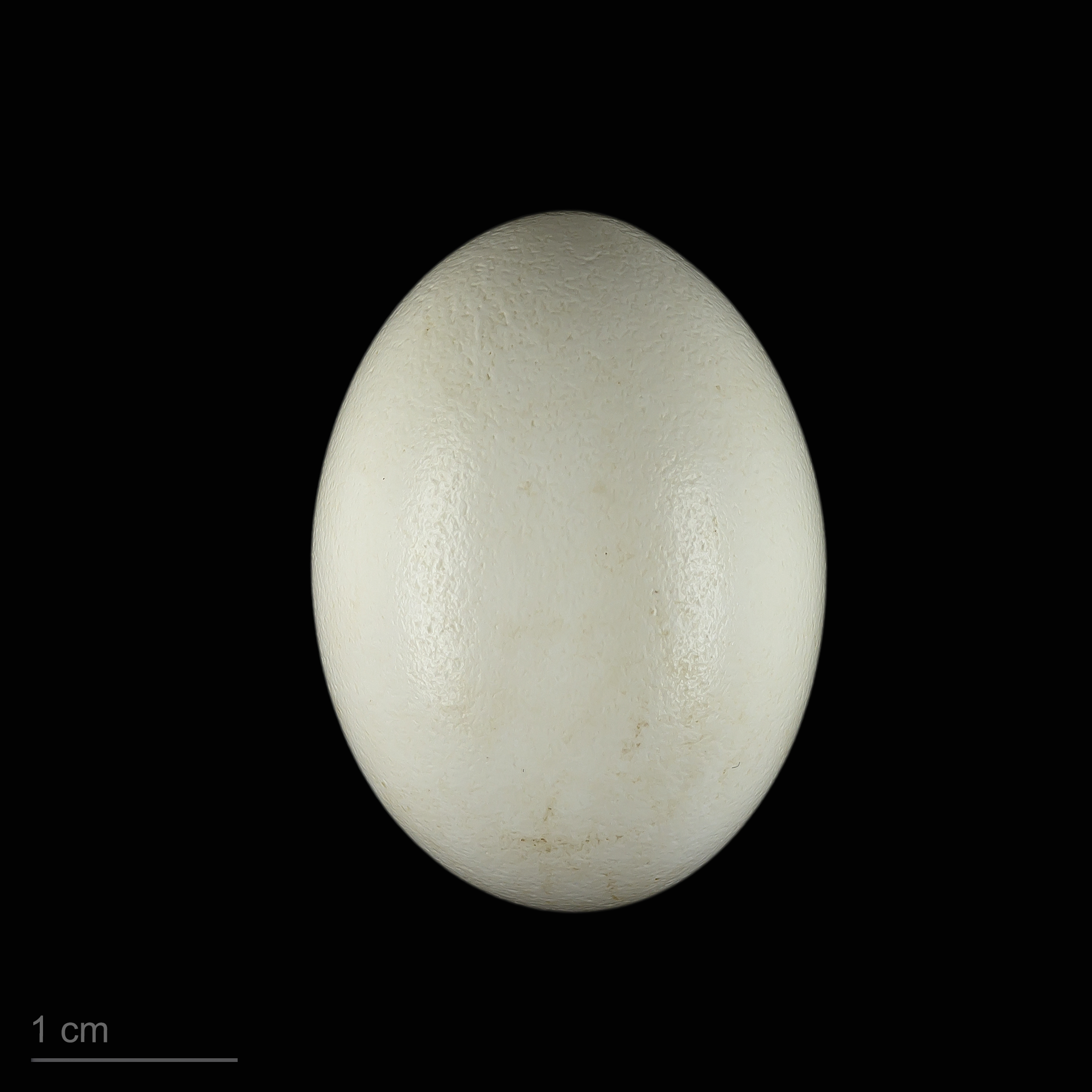
Яйцо Amazona albifrons — Тулузский музеум

В кладке, как правило, 2—4 яйца. Насиживание продолжается 28—30 дней. В гнезде птенцы находятся 60—65 дней, после чего их более месяца докармливают родители.

## Содержание
Из-за небольших размеров этот вид попугаев пользуется большой популярностью у любителей птиц.

## Продолжительность жизни
Живут обычно до 50 лет.

## Классификация
Выделяют 3 подвида:

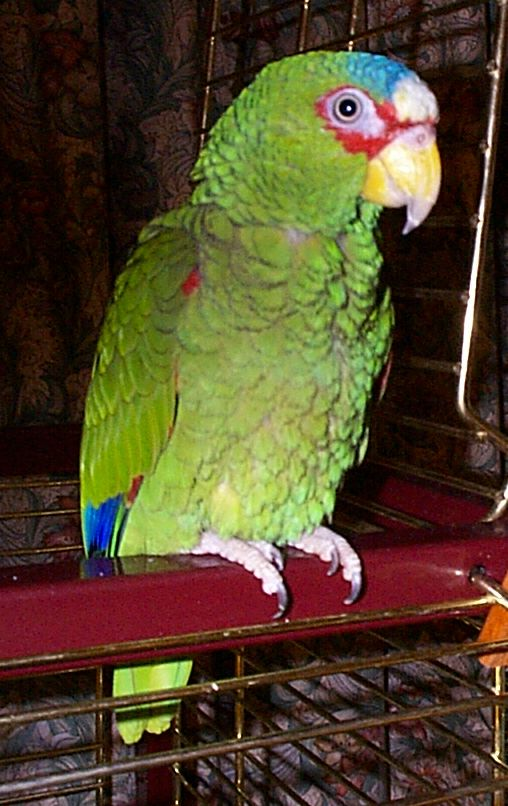
Самец

- Белолобый амазон Amazona albifrons albifrons (Sparrman, 1788) — номинативный подвид. Обитает в центральных и западных районах Мексики и на юго-западе Гватемалы.
- Малый белолобый амазон Amazona albifrons nana W. Miller, 1905 — мельче номинативного подвида, длина тела 24 см. Распространён от юга Мексики до юго-запада Коста-Рики
- Сонорийский белолобый амазон Amazona albifrons saltuensis Nelson, 1899 — в отличие от номинативного подвида общий окрас оперения зелёно-голубой. Затылок голубой. Обитает на северо-западе Мексики (в районе Дуранго и Сонора).